# Argyll and Bute
A Área de Conselho (ou Council Area) de Argyll and Bute (em gaélico escocês, Earra-Ghaidheal agus Bòd), é uma das 32 novas subdivisões administrativas da Escócia, criada em 1996. Faz fronteira com Highland ao norte, Perth and Kinross ao nordeste, Stirling ao leste e West Dunbartonshire.

## Geografia
Argyll and Bute é a segunda maior Council Area da Escócia, perdendo apenas para Highland. Junto com suas ilhas, cobre uma área de mais de 4800 km de costa e tem como sede/capital a cidade de Lochgilphead.
A council area foi criada em 1996 quando esta pertencia à antiga região de Strathclyde, criada em 1975 e abolida em 1996, que estava subdividida em 19 distritos/condados. A atual área de Argyll and Bute era, antigamente, parte das áreas dos distritos/condados de Argyll (menos a área de Morvern que tornou-se parte de Highland), de Bute e parte de Dunbartonshire.

## Balsas
A principal companhia de balsas operando em Argyll and Bute é a Caledonian MacBrayne e inclui serviços para Bute, Gigha, Islay, Mull e Tiree.
O Argyll and Bute Council também mantém balsas públicas que operam nas rotas:
- Seil - Luing
- Seil - Easdale
- Port Appin - Lismore